# Сквер Славы героев гражданской войны (Луганск)
Сквер Славы героев гражданской войны — один из скверов города Луганска. Открыт 28 октября 1977 года.
Посвящён героям Гражданской войны 1918—1922 гг. Расположен в центре города, в Ленинском районе между зданиями областного русского драматического театра и областного краеведческого музея.
В сквере установлены бюсты: К. Е. Ворошилова, Ф. А. Сергеева (Артема), А. Я. Пархоменко, Д. П. Рудя, Ф. Р. Якубовского, П. И. Цупова.
Авторы — ворошиловградские скульпторы Г. К. Слепцов, М. В. Можаев, И. М. Чумак, И. П. Овчаренко, М. М. Щербаков, П.І.Кизиев, О. А. Редькин, А. Ф. Самусь

Рудь Д. П.
Цупов П. И.
Сергеев Ф. А. (Артём)
Якубовский Ф. Р.
Пархоменко А. Я.